# Pilea loheri
Pilea loheri är en nässelväxtart som beskrevs av Elmer Drew Merrill. Pilea loheri ingår i släktet pileor, och familjen nässelväxter. Inga underarter finns listade i Catalogue of Life.